# مود ويلزن
مود ويلزن (بالهولندية: Maud Welzen)‏ (مواليد 13 نوفمبر 1993 في بيك) عارضة أزياء هولندية.

## مسيرتها المهنية

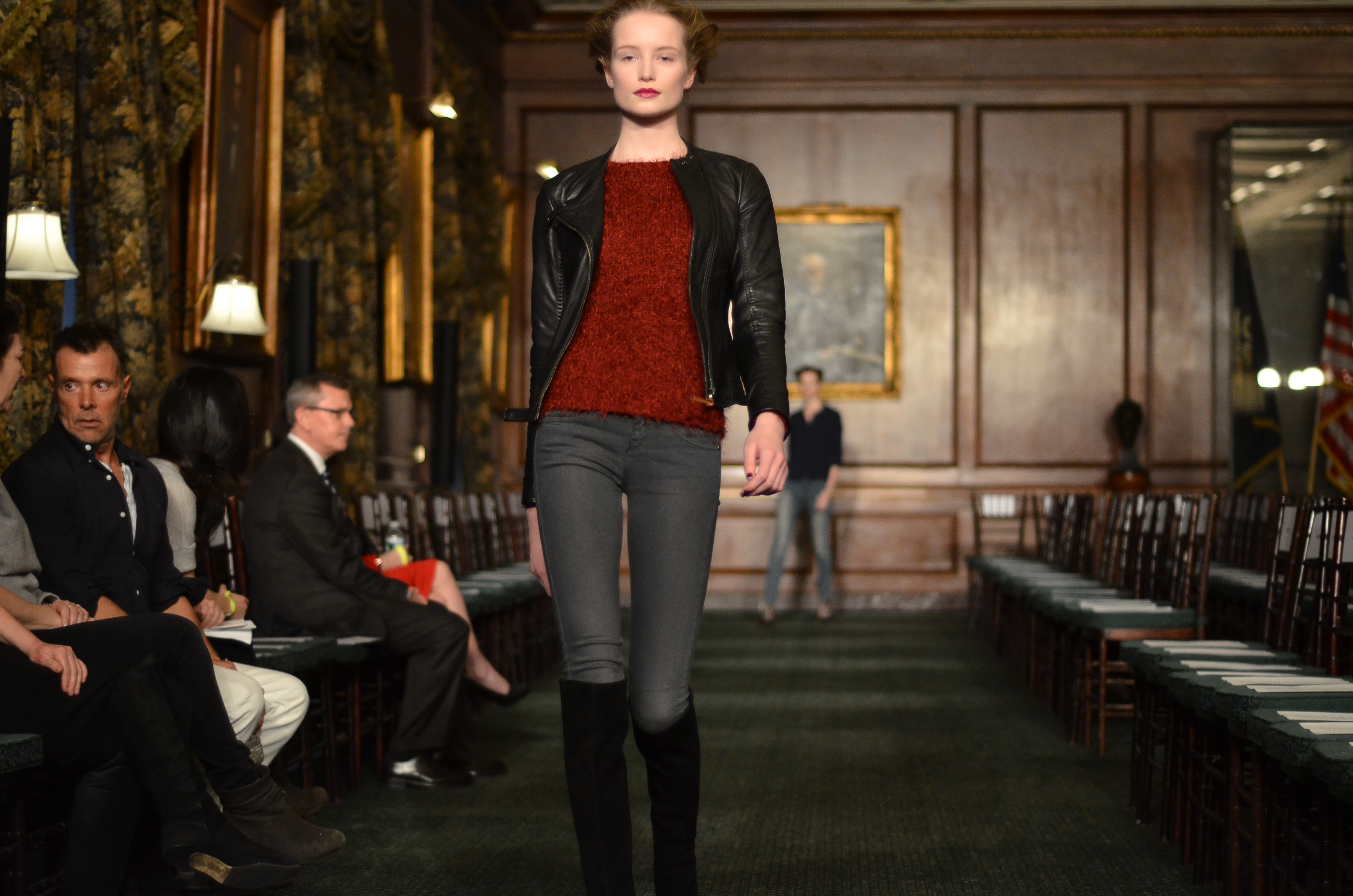
عارضة الأزياء مود ويلزن بملابسها الخاصة، باستثناء الحذاء الذي يرتديه بيل بلاس. من المهم أن تتدرب العارضات على ارتداء الأحذية الفعلية التي سيرتدينها.

تم اكتشاف ويلزن في باريس بينما كانت في رحلة مدرسية في سن الثالثة عشرة. بدأت حياتها المهنية في عام 2010 وسارت من أجل موسكينو ، فيكتوريا سيكريت ، شانيل ، بربري ، فيرا وانغ ، ألكسندر ماكوين ، فالنتينو سبا ، وفيكتور ورولف.
في عرض الأزياء لعام 2012 ، سارت في مجموعة «بينك» أحد خطوط ماركة فيكتوريا السري الأصغر. وعادت مرة أخرى وسارت في عرض فيكتوريا سيكريت للأزياء 2014.

## روابط خارجية
- مود ويلزن على موقع IMDb (الإنجليزية)
- مود ويلزن على موقع دليل عارضات الأزياء (الإنجليزية)

- Maud Welzen on Twitter
- Portfolio at Elite Models